# Condado de Yolo
El condado de Yolo (38°42′N 121°53′O / 38.70, -121.88) es uno de los 58 condados del estado de California, en Estados Unidos. La sede del condado y su mayor ciudad es Woodland.

## Geografía
Según la Oficina del Censo, el condado tiene un área total de 2649,6 km² (1023 sq mi), de la cual 2623,7 km² (1.013 sq mi) es tierra y 25,9 km² (10 sq mi) (0.94%) es agua.

### Condados adyacentes
- Condado de Colusa (norte)
- Condado de Sutter (noreste)
- Condado de Sacramento (este)
- Condado de Solano (sur)
- Condado de Napa (oeste)
- Condado de Lake (noroeste)

### Localidades

#### Ciudades
Davis |
West Sacramento |
Winters |
Woodland 

#### Lugares designados por el censo
Esparto | 
Monument Hills |
University of California Davis | 
Yolo 

#### Áreas no incorporadas
Arcade |
Arroz |
Beatrice |
Brooks |
Browns Corner |
Cadenasso |
Capay |
Central |
Citrona |
Clarksburg |
Conaway |
Coniston |
Daisie |
Dufour |
Dunnigan |
El Macero |
El Río Villa |
Fremont |
Green |
Greendale |
Guinda |
Hershey |
Jacobs Corner |
Kiesel |
King Farms |
Knights Landing |
Lovdal |
Lund |
Madison |
Merritt |
Mikon |
Morgans Landing |
Norton |
Peethill |
Plainfield |
Riverview |
Rumsey |
Saxon |
Sorroca |
Sugarfield |
Swingle |
Tancred |
Tyndall Landing |
Valdez |
Vin |
Webster |
Willow Point |
Zamora 

## Demografía
Según la Oficina del Censo, en 2000, había 168 660 personas, 59 375 hogares, y 37 465 familias que residían en el condado. La densidad de población era de 166 personas por milla cuadrada (64/km²). Había 61 587 viviendas en una densidad media de 61 por milla cuadrada (23/km ²). La composición racial del condado era de 67.67% blancos, el 2.03% negros o afroamericanos, el 1,16% amerindios, el 9.85% asiáticos, 0,30% isleños del Pacífico, el 13,76% de otras razas, y el 5,23% de dos o más razas. El 25,91% de la población eran hispanos o latinos de cualquier raza. El 68,5% de la población habla Inglés, el 19,5% español, el 2,1% chino o mandarín y el 1,8% ruso como primera lengua.
En 2000 había 59 375 hogares de los cuales 33,6% tenían niños bajo la edad de 18 que vivían con ellos, el 47.6% eran parejas casadas viviendo juntas, el 11,1% tenían a una mujer divorciada como la cabeza de la familia y el 36.9% no eran familias. El 23,3% de todas las viviendas estaban compuestas por individuos y el 7,3% tenían a alguna persona anciana de 65 años de edad o más. El tamaño del hogar promedio era de 2,71 y el tamaño promedio de una familia era de 3,25.
En el condado la composición por edad era del 25,2% menores de 18 años, el 18.3% tenía entre 18 a 24 años, el 28,2% de 25 a 44, el 18,9% entre 45 a 64, y el 9,4% tenía más de 65 años de edad o más. La edad promedia era 30 años. Por cada 100 mujeres había 95.6 varones. Por cada 100 mujeres mayores de 18 años había 92,2 varones.
Según la oficina del censo de 2000, el ingreso medio para una vivienda en el condado era de $40 769, y la renta media para una familia era $51 623. En 2000 los varones tenían una renta media de $38 022 contra $30 687 para las mujeres. El ingreso per cápita del condado era de $19 365. Alrededor del 9,5% de las familias y el 18,4% de la población estaban por debajo del umbral de pobreza, el 16,5% eran menores de 18 años de edad y el 6,8% eran mayores de 65 años.

## Transporte
- Interestatal 5
- Interestatal 80
- Interestatal 505
- Ruta Estatal 16
- Ruta Estatal 45
- Ruta Estatal 113
- Ruta Estatal 128